# Muiderstraat
De Muiderstraat is een straat in Amsterdam-Centrum die het Mr. Visserplein verbindt met de Plantage Middenlaan in de Plantage. De straat loopt van het Mr. Visserplein naar de Hortusbrug (brug nr. 239) over de Nieuwe Herengracht, bij de Hortus Botanicus, waar de straat verdergaat als Plantage Middenlaan.
Aan de Muiderstraat ligt de Portugees-Israëlietische Synagoge uit 1675.
De tramlijn 14 rijdt door, en houdt halt in de Muiderstraat.

## Geschiedenis

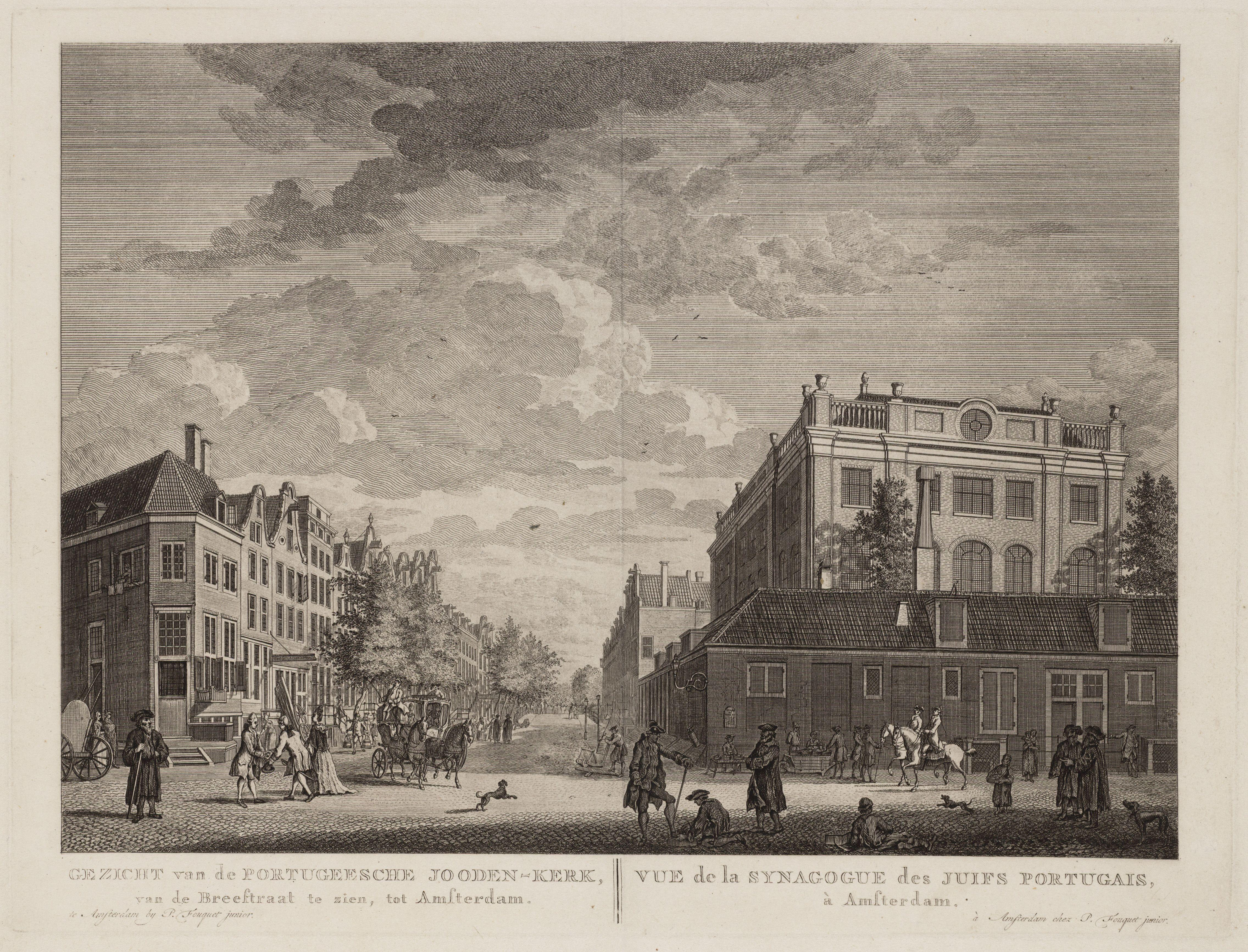
De Muiderstraat vanaf de Jodenbreestraat, rechts de Synagoge, gravure uit de Fouquet-Atlas (1760-1783)

De straat dateert uit de grote stadsuitbreiding van 1663. Voor deze tijd was hier de Sint Antonisdijk. De dijkverhoging is bij goede beschouwing nog zichtbaar. De Muiderstraat liep vanaf het centrum naar de Muiderpoort en verder in de richting van de stad Muiden. Sinds de aanleg van de Plantage Middenlaan is de Muiderstraat een korte straat en loopt niet meer langs de Muiderpoort.
Van 1903-2018 reed de elektrische tramlijn 9 door de Muiderstraat. Dit was de opvolger van de paardentramlijn die tot dan toe langs de Nieuwe Herengracht had gereden. Tussen 1915 en 1942 reed tramlijn 14 door de Muiderstraat. Deze lijn keerde in 1982 terug.
In de jaren 1950-1960 werd de vervallen bebouwing langs de noordkant van de straat afgebroken. De breedte ging van 12 naar 37 meter. In de jaren 1960 werd de noordkant bebouwd en de Hortusbrug vervangen. De zuidzijde bleef in oude staat; de straat en het hele blok met daarin de 'Snogge' is in zijn totaal nog in 'originele' staat.
Sinds een ingrijpende reconstructie van het aangrenzende Mr. Visserplein is de Muiderstraat afgesloten voor autoverkeer. De rotonde (een beruchte black spot) is verdwenen en aan die zijde van de Portugees-Israëlitische Synagoge is een voetgangersplein aangelegd.